# Eme ossigenasi
La eme ossigenasi è un enzima appartenente alla classe delle ossidoreduttasi, che catalizza la seguente reazione:
eme + 3 AH2 + 3 O2 ⇄ biliverdina + FeII + CO + 3 A + 3 H2O
Richiede NADH o NADPH e la NADPH-emoproteina reduttasi (numero EC 1.6.2.4). Gli atomi terminali di ossigeno, che sono incorporati nel gruppo carbonilico degli anelli pirrolici A e B della biliverdina derivano da due molecole separate di ossigeno. La terza molecola di ossigeno fornisce l'atomo che converte il carbonioα in CO. Il ferro centrale deriva dallo stato ridotto del NAD(P)H.